# Гескі
Гескі (пол. Gieski) — село в Польщі, у гміні Розпша Пйотрковського повіту Лодзинського воєводства.
Населення — 88 осіб (2011).
У 1975-1998 роках село належало до Пйотрковського воєводства.

## Демографія
Демографічна структура станом на 31 березня 2011 року:
|          | Загалом | Допрацездатний вік | Працездатний вік | Постпрацездатний вік |
| -------- | ------- | ------------------ | ---------------- | -------------------- |
| Чоловіки | 47      | 9                  | 29               | 9                    |
| Жінки    | 41      | 9                  | 22               | 10                   |
| Разом    | 88      | 18                 | 51               | 19                   |